# Wegmann & Co.
Wegmann & Co. war eine deutsche Waggonfabrik, die 1882 in Kassel von Kommerzienrat Peter Wegmann zusammen mit Richard Harkort als Casseler Waggonfabriken von Wegmann, Harkort & Co. gegründet wurde. 1886 bekam das Unternehmen den Namen Wegmann & Co. Aus dem Unternehmen entstand im Laufe der Jahre die Wegmann-Gruppe, die 1999 ihre Rüstungsaktivitäten mit denen von Krauss-Maffei, einer damaligen Tochtergesellschaft der Mannesmann, zu Krauss-Maffei Wegmann (KMW) zusammenschloss, der heutigen KNDS Deutschland.

## Geschichte
1912 wurde die Gesellschaft von dem Ingenieur August Bode und dem Kaufmann Conrad Köhler übernommen. Während des Ersten Weltkrieges im Jahr 1917 erhielt das Unternehmen den Auftrag zum Bau einer der ersten deutschen Panzertypen, des sog. K-Wagens. In den 1920er Jahren war zunächst wieder der Bau von Eisenbahnwagen der Schwerpunkt der Gesellschaft.
1925 wurde der Sportwagen 4/20 PS auf der Deutschen Automobil-Ausstellung in Berlin vorgestellt. Das Fahrzeug war mit einer stromlinienförmigen Holzkarosserie ausgestattet, die mit Kunstleder bespannt war. Es bot Platz für zwei bis drei Personen. Der Radstand betrug 260 cm. Zur Motorisierung gibt es unterschiedliche Angaben. Eine Quelle nennt einen Vierzylinder-Boxermotor von den Steudel-Werken mit genau 1016 cm³ Hubraum. Eine zweite Quelle bestätigt den Vierzylindermotor, macht aber keine Angaben zur Herkunft. Eine weitere Quelle gibt an, dass es ein eigener Vierzylinder-Viertaktmotor mit Wasserkühlung war. Werner Oswald und Ulrich Kubisch nennen einen Zweizylinder-Boxermotor, der im Heck montiert war. Bestätigt werden etwa 1000 cm³ Hubraum und 20 PS Leistung. Außerdem werden ein Dreiganggetriebe und Kardanantrieb genannt. Es ist nicht bekannt, wie viele Exemplare produziert wurden. Daneben ist ein Kleintransporter mit 2/10 PS überliefert. Er hatte einen Zweizylinder-Zweitaktmotor von DKW mit wahlweise 412 cm³ Hubraum, 10 PS Leistung und Luftkühlung oder 389 cm³ Hubraum, 14 PS Leistung und Wasserkühlung. Das Getriebe hatte zwei Gänge. Der Radstand betrug 165 cm. Das Leergewicht war mit 400 kg angegeben und die Nutzlast mit 750 bis 1000 kg. Zu der Zeit hatte das Unternehmen die Rechtsform einer Kommanditgesellschaft.

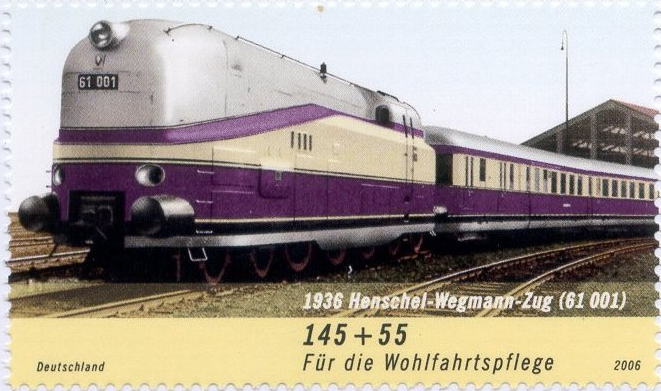
Wohlfahrtsmarke Henschel-Wegmann-Zug

Bekannt wurde das Unternehmen in den 1930er Jahren als Hersteller der Reisezugwagen für den Henschel-Wegmann-Zug. Wegmann & Co lieferte 1936 die sechs Prototypen der Schürzenwagen. Ferner baute Wegmann einige der Salonwagen des Führersonderzuges, der Adolf Hitler zur Verfügung stand, und den Salonwagen 10205.
Während der Zeit der nationalsozialistischen Diktatur war die Ausbeutung von Zwangsarbeitern, Kriegsgefangenen und politischen Gefangenen Teil der Unternehmenspolitik des späteren Wehrwirtschaftsführers August Bode.
Es wurden Panzerkampfwagen montiert, und vor allem Panzertürme produziert.
Auch nach dem Zweiten Weltkrieg fertigte Wegmann zunächst wieder Waggons und Straßenbahnwagen. 1950 wurde unter der Leitung von Fritz Bode ein Akku-Bus konstruiert, der auf der IAA 1951 auf einem gekürzten Krauss-Maffei-Fahrgestell des Typs KMO 133 vorgestellt wurde. Sechs AFA-Akkus wurden in einem einachsigen Anhänger mitgeführt. Im Jahr 1959 baute Wegmann in Zusammenarbeit mit der Schaltbau und AFA den Tunneluntersuchungswagen Kar 6209 für die Deutsche Bundesbahn.
Anfang der 1960er Jahre beteiligte sich das Unternehmen an der Entwicklung und Produktion der Kampfpanzer Leopard 1 und Leopard 2. Später kam in der Rüstungsproduktion unter anderem das Leichte Artillerie-Raketen-System (LARS) hinzu, das bei der Bundeswehr von 1969 bis 2000 im Einsatz war.
1960 übernahmen die Söhne von August Bode, Engelhard und Fritz, die Geschäftsleitung. Acht Jahre später erfolgte eine Aufspaltung des Unternehmens in zwei unabhängige Gesellschaften – die Wegmann & Co. und die Gebrüder Bode & Co. 1979 wurde Wegmann & Co. an die Söhne von Fritz, Manfred und Wolfgang Bode, weitergegeben.
1999 übernahm Wegmann & Co. 51 % der Rüstungsaktivitäten von Krauss-Maffei, dieser Unternehmensbereich firmierte danach als Krauss-Maffei Wegmann (KMW). Die restlichen Anteile an KMW wurden 2010 durch die Wegmann-Gruppe von Siemens erworben. Ein Konsortium von Siemens und Bosch hatte nach der Mannesmannübernahme durch Vodafone die Industriesparte von Mannesmann Atecs übernommen, die einzelnen Bereiche wurden jeweils in einen der beiden Konzerne integriert oder weiterveräußert. Die Wegmann-Gruppe, die seit 2019 ihren Sitz in Fürstenfeldbruck hat, wird von der Familie Bode kontrolliert.
Der Straßenname des Kasseler Unternehmensstandorts von KMW erinnert noch an den früheren Besitzer und Ehrenbürger von Kassel, den Fabrikanten August Bode.

## Siehe auch

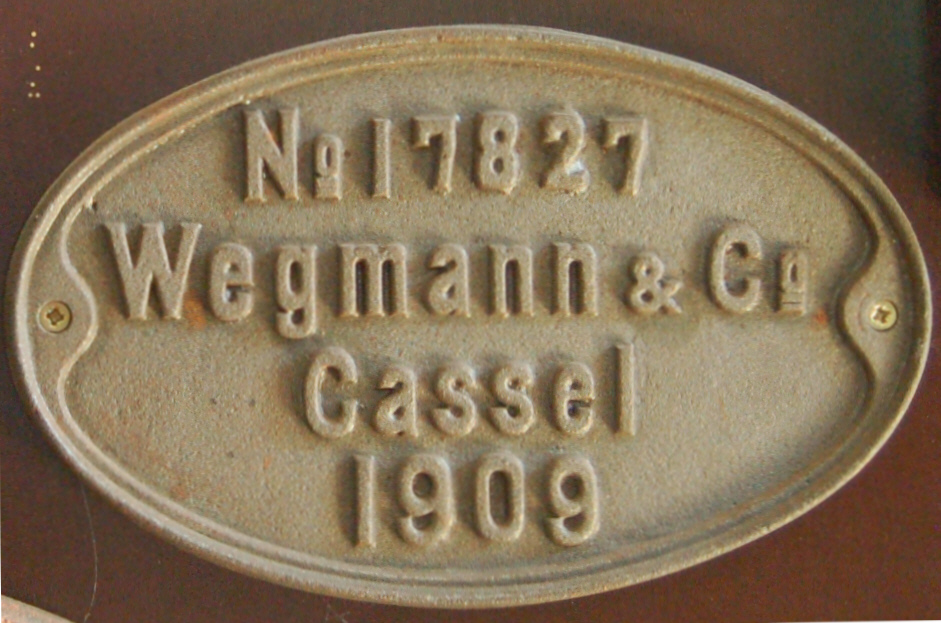
Typenschild der Casseler Waggonfabriken von Wegmann, Harkort & Co aus dem Jahr 1909